# Juventus Football Club 1984-1985
Questa voce raccoglie le informazioni riguardanti la Juventus Football Club nelle competizioni ufficiali della stagione 1984-1985.

## Stagione

Il neacquisto Luciano Favero, terzino chiamato a raccogliere l'eredità di Gentile e tra i primatisti stagionali di presenze in bianconero.

Pochi i ritocchi apportati nell'estate 1984 alla rosa della Juventus, reduce da un double continentale e decisa, in questa stagione, a realizzare un grande slam mai raggiunto prima da alcuna squadra, ovvero collezionare successi in tutte le maggiori competizioni UEFA per club all'epoca esistenti. Confermato pressoché in toto l'undici titolare della precedente annata, nel gruppo di Trapattoni si segnalarono unicamente le partenze di uno storico protagonista dell'ultimo decennio a tinte bianche e nere, il terzino Claudio Gentile, il quale si svincolò accasandosi alla Fiorentina, e del centravanti Domenico Penzo, ceduto al Napoli dopo un solo e scialbo anno a Torino. A sostituirli arrivarono, rispettivamente, Luciano Favero dall'Avellino e Massimo Briaschi dal Genoa; venne inoltre prelevato in terza serie, dal Parma, il giovane prospetto Stefano Pioli.
Il primo titolo in palio della stagione fu la Supercoppa UEFA, cui la squadra accedette grazie alla vittoria in Coppa delle Coppe della stagione precedente; avversaria nella competizione fu il Liverpool detentore della Coppa dei Campioni. Per motivi di calendario fu problematico trovare due date libere (andata e ritorno) per disputare tale competizione, fino a quando, in dicembre, fu raggiunto un accordo tra i due club per disputare la competizione in gara unica; a seguito di un sorteggio informale tenutosi fra il presidente bianconero Boniperti e il direttore generale del club inglese Robinson, fu deciso che questa si sarebbe disputata in Italia, il 16 gennaio 1985, al Comunale di Torino: la Juventus vinse l'incontro 2-0 con doppietta di Zbigniew Boniek, divenendo così la prima squadra italiana a far proprio tale trofeo.

Da sinistra: Sergio Brio, Marco Tardelli e Antonio Cabrini, qui con indosso le maglie rosse del Liverpool, mostrano la targa della Supercoppa UEFA 1984.

In campionato la Juventus rimase sempre in posizioni di secondo piano, essendo la lotta scudetto confinata a Inter, Torino e Verona, poi risoltasi a dispetto dei pronostici in favore di quest'ultima; anche in Coppa Italia il cammino dei bianconeri si rivelò infruttuoso, eliminati ai quarti di finale dal modesto Milan di questa fase storica. La squadra torinese appariva distratta dall'impegno in Coppa dei Campioni dove progredì fino alla finale, che vedeva come avversaria nuovamente i Reds per la seconda volta in quattro mesi.
L'incontro era in programma all'Heysel di Bruxelles, in Belgio, il 29 maggio 1985: gli eventi che lo precedettero, i quali causarono la morte di 39 sostenitori della Juventus, trasformarono quel giorno in una delle maggiori tragedie nella storia dello sport. Per sfuggire all'assalto degli hooligan inglesi, un gruppo di tifosi italiani si ritirò in massa contro il muro di recinzione di un settore dello stadio, che non resse l'improvviso carico e franò provocando la caduta al suolo circa dieci metri sottostante di numerose persone, uccidendone 39 e provocando più di 200 feriti.

Nonostante l'iniziale richiesta della società torinese di non disputare la finale, questa si tenne per volere congiunto dell'UEFA, del Ministero dell'Interno belga, del sindaco e della polizia di Bruxelles, con la motivazione di favorire l'intervento delle forze dell'ordine: i bianconeri vinsero la gara per 1-0 grazie a un calcio di rigore trasformato da Michel Platini. Con tale vittoria, nella notte più triste della sua storia, la Juventus divenne la prima squadra a mettere in bacheca tutte le storiche e principali competizioni UEFA per club. Qualche anno dopo, il 12 luglio 1988 a Ginevra, in Svizzera, l'organismo calcistico continentale consegnò al club una speciale Targa UEFA a sancire il primato raggiunto.

## Divise e sponsor
| Casa | Trasferta | 1ª portiere | 2ª portiere | 3ª portiere | 4ª portiere |

## Rosa

Da sinistra: i due portieri Luciano Bodini e Stefano Tacconi vissero un serrato dualismo in questa stagione, con lo storico dodicesimo Bodini assurto a titolare per gran parte dell'annata; Tacconi, dopo mesi ai margini sia per prestazioni non all'altezza sia per frizioni con la società, rivestirà la maglia numero uno solo a poche settimane dall'Heysel.

| N. |                       | Ruolo | Calciatore                |
| -- | --------------------- | ----- | ------------------------- |
|    | Italia (bandiera)     | P     | Luciano Bodini            |
|    | Italia (bandiera)     | P     | Luca Graziani             |
|    | Italia (bandiera)     | P     | Stefano Tacconi           |
|    | Italia (bandiera)     | D     | Gaetano Scirea (capitano) |
|    | Italia (bandiera)     | D     | Luciano Favero            |
|    | Italia (bandiera)     | D     | Antonio Cabrini           |
|    | Italia (bandiera)     | D     | Sergio Brio               |
|    | Italia (bandiera)     | D     | Stefano Pioli             |
|    | Italia (bandiera)     | D     | Nicola Caricola           |
|    | Italia (bandiera)     | D     | Vincenzo Mastrototaro     |
|    | San Marino (bandiera) | C     | Massimo Bonini            |

| N. |                    | Ruolo | Calciatore        |
| -- | ------------------ | ----- | ----------------- |
|    | Italia (bandiera)  | C     | Marco Tardelli    |
|    | Francia (bandiera) | C     | Michel Platini    |
|    | Italia (bandiera)  | C     | Beniamino Vignola |
|    | Italia (bandiera)  | C     | Cesare Prandelli  |
|    | Italia (bandiera)  | C     | Giovanni Koetting |
|    | Italia (bandiera)  | C     | Bruno Limido      |
|    | Italia (bandiera)  | C     | Aldo Dolcetti     |
|    | Italia (bandiera)  | A     | Massimo Briaschi  |
|    | Italia (bandiera)  | A     | Paolo Rossi       |
|    | Polonia (bandiera) | A     | Zbigniew Boniek   |
|    | Italia (bandiera)  | A     | Michele Scola     |

## Risultati

### Serie A

#### Girone di andata
| Como 16 settembre 1984, ore 16:00 CEST 1ª giornata | Como          | 0 – 0 referto | Juventus | Stadio Giuseppe Sinigaglia\| Arbitro: \| Redini (Pisa) \| |
| Arbitro:                                           | Redini (Pisa) |               |          |                                                           |

| Arbitro: | Pezzella (Frattamaggiore) |

|                                                               |           |                   |
| Boniek 2’ Platini 59’, 79’ Magnocavallo 66’ (aut.) Scirea 74’ | Marcatori | 71’ (rig.) Magrin |

| Avellino 30 settembre 1984, ore 15:00 CET 3ª giornata | Avellino         | 0 – 0 referto | Juventus | Stadio Partenio\| Arbitro: \| Casarin (Milano) \| |
| Arbitro:                                              | Casarin (Milano) |               |          |                                                   |

| Arbitro: | Pieri (Genova) |

|              |           |            |
| Briaschi 32’ | Marcatori | 85’ Virdis |

| Arbitro: | Bergamo (Livorno) |

|                                 |           |  |
| Galderisi 62’ Elkjær Larsen 81’ | Marcatori |  |

| Arbitro: | Longhi (Roma) |

|                    |           |                                      |
| Chiorri 48’ (rig.) | Marcatori | 27’ Platini 61’ Vignola 84’ Briaschi |

| Arbitro: | Casarin (Milano) |

|              |           |              |
| Briaschi 19’ | Marcatori | 30’ Giannini |

| Arbitro: | Longhi (Roma) |

|                                             |           |  |
| Rummenigge 12’, 88’ Ferri 32’ Collovati 75’ | Marcatori |  |

| Arbitro: | Agnolin (Bassano del Grappa) |

|             |           |                         |
| Platini 15’ | Marcatori | 48’ Francini 89’ Serena |

| Arbitro: | D'Elia (Salerno) |

|  |           |                              |
|  | Marcatori | 1’, 27’ Platini 88’ Briaschi |

| Arbitro: | Esposito (Torre del Greco) |

|                       |           |                           |
| Platini 51’ Rossi 55’ | Marcatori | 20’ Cantarutti 63’ Dirceu |

| Firenze 16 dicembre 1984, ore 14:30 CET 12ª giornata | Fiorentina          | 0 – 0 referto | Juventus | Stadio Comunale\| Arbitro: \| Lo Bello (Siracusa) \| |
| Arbitro:                                             | Lo Bello (Siracusa) |               |          |                                                      |

| Arbitro: | Casarin (Milano) |

|                          |           |  |
| Briaschi 42’ Platini 62’ | Marcatori |  |

| Arbitro: | Bergamo (Livorno) |

|             |           |            |
| Souness 74’ | Marcatori | 5’ Platini |

| Arbitro: | Pieri (Genova) |

|             |           |  |
| Platini 70’ | Marcatori |  |

#### Girone di ritorno
| Arbitro: | Mattei (Macerata) |

|                     |           |  |
| Bonini 9’ Rossi 42’ | Marcatori |  |

| Arbitro: | Casarin (Milano) |

|            |           |              |
| Magrin 14’ | Marcatori | 40’ Briaschi |

| Arbitro: | Lo Bello (Siracusa) |

|                         |           |          |
| Platini 35’ (rig.), 82’ | Marcatori | 74’ Díaz |

| Arbitro: | Longhi (Roma) |

|                                         |           |                              |
| Virdis 3’, 39’ Di Bartolomei 46’ (rig.) | Marcatori | 12’ (rig.) Platini 30’ Rossi |

| Arbitro: | Bergamo (Livorno) |

|              |           |                |
| Briaschi 74’ | Marcatori | 76’ Di Gennaro |

| Arbitro: | Magni (Bergamo) |

|                                                      |           |                    |
| Boniek 10’ Briaschi 14’, 87’ Platini 40’, 49’ (rig.) | Marcatori | 12’ (rig.) Finardi |

| Arbitro: | Agnolin (Bassano del Grappa) |

|          |           |            |
| Nela 67’ | Marcatori | 54’ Boniek |

| Arbitro: | Bergamo (Livorno) |

|                                      |           |               |
| Tardelli 40’ Boniek 62’ Briaschi 87’ | Marcatori | 38’ Altobelli |

| Arbitro: | Agnolin (Bassano del Grappa) |

|  |           |                                 |
|  | Marcatori | 11’ Briaschi 87’ (rig.) Platini |

| Arbitro: | Pirandola (Lecce) |

|                              |           |                        |
| Boniek 34’, 81’ Koetting 86’ | Marcatori | 20’ Carnevale 90’ Zico |

| Arbitro: | Lo Bello (Siracusa) |

|                     |           |              |
| Nicolini 50’ (rig.) | Marcatori | 22’ Tardelli |

| Arbitro: | Lanese (Messina) |

|             |           |                            |
| Briaschi 3’ | Marcatori | 37’ Cecconi 77’ Passarella |

| Napoli 5 maggio 1985, ore 16:00 CEST 28ª giornata | Napoli            | 0 – 0 referto | Juventus | Stadio San Paolo\| Arbitro: \| Mattei (Macerata) \| |
| Arbitro:                                          | Mattei (Macerata) |               |          |                                                     |

| Arbitro: | Paparesta (Bari) |

|             |           |               |
| Platini 57’ | Marcatori | 76’ Scanziani |

| Arbitro: | Magni (Bergamo) |

|                                      |           |                                 |
| Giordano 3’, 68’ (rig.) Podavini 74’ | Marcatori | 12’ Platini 34’ Brio 61’ Scirea |

### Coppa Italia

#### Fase a gironi
| Arbitro: | Magni (Bergamo) |

|                                                        |           |  |
| Briaschi 8’, 26’, 59’ Cabrini 58’ Rossi 63’ Boniek 88’ | Marcatori |  |

| Arbitro: | Longhi (Roma) |

|  |           |                                    |
|  | Marcatori | 6’ Briaschi 25’ Boniek 62’ Vignola |

| Arbitro: | Lombardo (Marsala) |

|           |           |  |
| Rossi 78’ | Marcatori |  |

| Arbitro: | Paparesta (Bari) |

|                        |           |                         |
| Perico 28’ Gentile 38’ | Marcatori | 26’ Boniek 78’ Briaschi |

| Arbitro: | Sguizzato (Verona) |

|                                                     |           |  |
| Pioli 12’ Briaschi 34’ Platini 49’, 52’, 69’ (rig.) | Marcatori |  |

#### Fase finale
| Arbitro: | Coppetelli (Tivoli) |

|                  |           |  |
| Pioli 37’ (aut.) | Marcatori |  |

| Arbitro: | Testa (Prato) |

|                                               |           |             |
| Platini 22’ Brio 35’ Briaschi 56’ Vignola 71’ | Marcatori | 15’ Perrone |

| Milano 12 giugno 1985, ore 20:30 CEST Quarti di finale - Andata | Milan          | 0 – 0 referto | Juventus | Stadio Giuseppe Meazza (43 548 spett.)\| Arbitro: \| Pieri (Genova) \| |
| Arbitro:                                                        | Pieri (Genova) |               |          |                                                                        |

| Arbitro: | Lo Bello (Siracusa) |

|  |           |            |
|  | Marcatori | 27’ Virdis |

### Coppa dei Campioni
| Arbitro: | Harrysson |

|  |           |                                       |
|  | Marcatori | 1’, 82’, 89’ Rossi 44’ (rig.) Platini |

| Arbitro: | Scerri |

|                  |           |                 |
| Platini 58’, 65’ | Marcatori | 18’ Kuuluvainen |

| Arbitro: | Valentine |

|                       |           |  |
| Vignola 25’ Rossi 27’ | Marcatori |  |

| Arbitro: | Fredriksson |

|                             |           |                                                  |
| Koller 30’ Schaellibaum 71’ | Marcatori | 21’ Briaschi 40’ Vignola 62’, 86’ (rig.) Platini |

| Arbitro: | Prokop |

|                                     |           |  |
| Tardelli 35’ Rossi 64’ Briaschi 81’ | Marcatori |  |

| Arbitro: | Hackett |

|                   |           |  |
| Berger 77’ (rig.) | Marcatori |  |

| Arbitro: | Galler |

|                                     |           |  |
| Boniek 27’ Briaschi 68’ Platini 71’ | Marcatori |  |

| Arbitro: | Lamo Castillo |

|                          |           |  |
| Müller 25’ Battiston 80’ | Marcatori |  |

| Arbitro: | Daina |

|                    |           |  |
| Platini 58’ (rig.) | Marcatori |  |

### Supercoppa UEFA
| Arbitro: | Pauly |

|                 |           |  |
| Boniek 39’, 78’ | Marcatori |  |

## Statistiche

### Statistiche di squadra
| Competizione       | Punti | In casa | In casa | In casa | In casa | In casa | In casa | In trasferta | In trasferta | In trasferta | In trasferta | In trasferta | In trasferta | Totale | Totale | Totale | Totale | Totale | Totale | DR  |
| Competizione       | Punti | G       | V       | N       | P       | Gf      | Gs      | G            | V            | N            | P            | Gf           | Gs           | G      | V      | N      | P      | Gf     | Gs     | DR  |
| ------------------ | ----- | ------- | ------- | ------- | ------- | ------- | ------- | ------------ | ------------ | ------------ | ------------ | ------------ | ------------ | ------ | ------ | ------ | ------ | ------ | ------ | --- |
| Serie A            | 36    | 15      | 8       | 5       | 2       | 31      | 16      | 15           | 3            | 9            | 3            | 17           | 17           | 30     | 11     | 14     | 5      | 48     | 33     | +15 |
| Coppa Italia       | -     | 5       | 4       | 0       | 1       | 16      | 2       | 4            | 1            | 2            | 1            | 5            | 3            | 9      | 5      | 2      | 2      | 21     | 5      | +16 |
| Supercoppa UEFA    | -     | 1       | 1       | 0       | 0       | 2       | 0       | 0            | 0            | 0            | 0            | 0            | 0            | 1      | 1      | 0      | 0      | 2      | 0      | +2  |
| Coppa dei Campioni | -     | 5       | 5       | 0       | 0       | 11      | 1       | 4            | 2            | 0            | 2            | 8            | 5            | 9      | 7      | 0      | 2      | 19     | 6      | +13 |
| Totale             | -     | 26      | 18      | 5       | 3       | 60      | 19      | 23           | 6            | 11           | 6            | 30           | 25           | 49     | 24     | 16     | 9      | 90     | 44     | +46 |